# 西村睦弘
西村 睦弘（にしむら むつひろ）は、JetSoundEngineを開設している（新井秀徳、松田昭彦とともに）音響効果技師。
以前はフィズサウンドクリエイションに所属していた。

## 主な担当作品
音響監督の清水勝則と組むことが多い。
- 無敵看板娘（ytv）
- 未来少年コナンII タイガアドベンチャー（TBS）
- 月面兎兵器ミーナ（CX）
- ミヨリの森（CX）
- GUNSLINGER GIRL（CX）
- テガミバチ（ジャンプ版、テレビ版）（TX）
- PAPUWA（TX）
- ソ・ラ・ノ・ヲ・ト（TX） ※名前を“睦広”とクレジット表記
- ヒカルの碁（TX）
- Dr.リンにきいてみて!（TX）※#14-29を担当（#1-13、#30以降の担当は依田安文）
- ガイスターズ（TVO-TXN）
- やっとかめ探偵団（TVA-TXN）
- コレクター・ユイ（NHK）
- 君と僕。シリーズ（TX）
- アルジェントソーマ （TX）
- シンデレラボーイ
- バロムワン
- D.C. 〜ダ・カーポ〜
- エルフェンリート
- Witch Hunter ROBIN
- 妄想科学シリーズ ワンダバスタイル
- バジリスク 〜甲賀忍法帖〜（UHF）
- Pa-Pa-Pa ザ★ムービー パーマン タコDEポン! アシHAポン! ※松田昭彦と共同担当
- UG☆アルティメットガール
- D.C.S.S. 〜ダ・カーポ セカンドシーズン〜
- 機動戦士Ζガンダム（劇場用映画三部作）
- デュエル・マスターズ 闇の城の魔龍凰 ※北方将実と共同担当
- 吉宗
- N・H・Kにようこそ!
- 鬼公子炎魔
- 乙女はお姉さまに恋してる
- うっかりペネロペ シリーズ
- クレヨンしんちゃん オタケベ!カスカベ野生王国 ※松田昭彦、原田敦と共同担当
- クレヨンしんちゃん 超時空!嵐を呼ぶオラの花嫁 ※松田昭彦、原田敦と共同担当
- MOONLIGHT MILE (WOWOW)
- 一騎当千 Dragon Destiny
- 獣神演武 -HERO TALES-
- ストレイト・ジャケット
- GUNSLINGER GIRL -IL TEATRINO-
- 一騎当千 Great Guardians
- 電波的な彼女
- プリンセスラバー!
- おまもりひまり
- 機動戦士ガンダムUC
- マイマイ新子と千年の魔法
- ゆとりちゃん
- 祝福のカンパネラ
- 模型戦士ガンプラビルダーズ ビギニングG
- 俺たちに翼はない
- 豆富小僧 ※風間結花と共同担当
- コープスパーティー Missing Footage
- ねらわれた学園
- ビビッドレッド・オペレーション
- あいうら
- 超速変形ジャイロゼッター
- 宇宙戦艦ヤマト2199 ※オリジナルサウンドエフェクトは柏原満
- まじもじるるも
- 新劇場版 頭文字D
- ガンダム Gのレコンギスタ（MBS）
- ISUCA
- 機動戦士ガンダム サンダーボルト
- ドラゴンボール超 ※2015年12月より、所属社名が「JetSoundEngine」に変更
- 機動戦士ガンダム THE ORIGIN
- すべてがFになる THE PERFECT INSIDER
- 機動戦士ガンダムユニコーン RE:0096（NBN-ANN）
- 宇宙戦艦ヤマト2202 愛の戦士たち ※オリジナルサウンドエフェクトは柏原満
- 劇場版シティーハンター 新宿プライベート・アイズ
- Gのレコンギスタ（劇場用映画5部作）
- LISTENERS リスナーズ
- 第501統合戦闘航空団 ストライクウィッチーズ ROAD to BERLIN
- ワールドウィッチーズ発進しますっ！
- 宇宙戦艦ヤマト2205 新たなる旅立ち ※オリジナルサウンドエフェクトは柏原満
- ドラゴンボール超 スーパーヒーロー
- 機動戦士ガンダム ククルス・ドアンの島
- ユーレイデコ
- 勇者が死んだ!（MX）